# Registre patrimonial du Queensland
 (décembre 2023).
Si vous disposez d'ouvrages ou d'articles de référence ou si vous connaissez des sites web de qualité traitant du thème abordé ici, merci de compléter l'article en donnant les références utiles à sa vérifiabilité et en les liant à la section « Notes et références ».
Le registre patrimonial du Queensland (Queensland Heritage Register en anglais) est un répertoire des lieux au Queensland en Australie désignés comme étant protégés par la législation du Queensland en vertu de la Queensland Heritage Act 1992 (en). Le registre est maintenu par le Queensland Heritage Council (en).
Il y a plus de 1 700 lieux inscrits au registre patrimonial du Queensland. Citons par exemple :
- L'église presbytérienne de Mowbraytown, à Brisbane.
- L'Old Cleveland Road Tramway Tracks (en), à Carina.

## Annexe